# Nodens

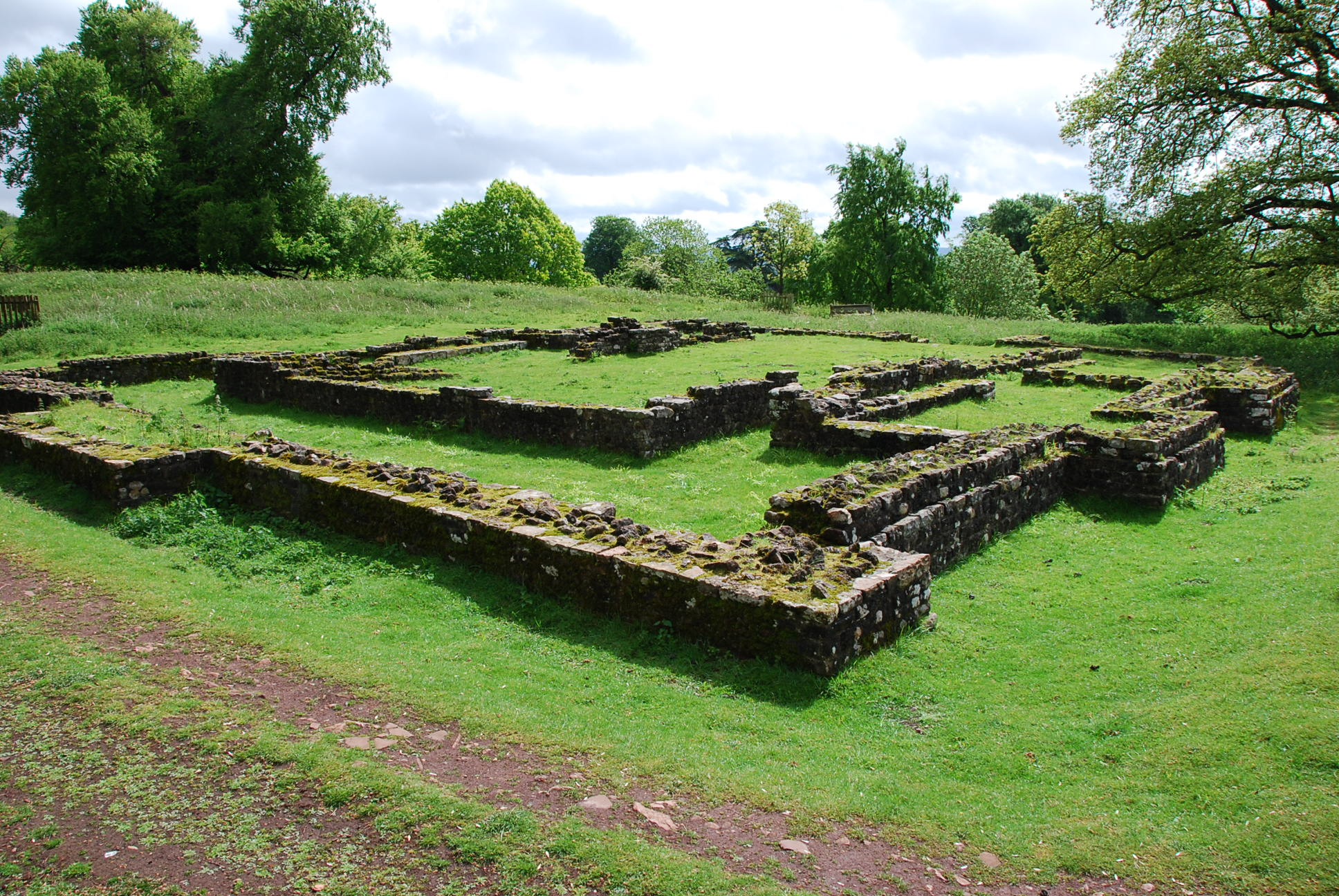
Tolkien visitou o templo de Nodens, um lugar chamado "Colina dos Anões" e traduziu uma inscrição com uma maldição sobre um anel. Pode ter inspirado seus anões, Minas de Moria, os anéis e Celebrimbor "Mão de Prata".

*Nodens ou *Nodons (reconstruído do dativo Nodenti ou Nodonti) é um deus celta da cura adorado na Bretanha Antiga. Embora nenhuma representação física dele tenha sobrevivido, placas votivas encontradas em um santuário em Parque de Lydney (Gloucestershire) indicam sua conexão com cães, uma besta associada ao simbolismo de cura na antiguidade. A divindade é conhecida em apenas um outro local, em Cockersand Moss (Lancashire). Ele foi equiparado na maioria das inscrições com o deus romano Marte (como um curador e não como um guerreiro) e associado em uma maldição com Silvano (um deus da caça). Seu nome é cognato com o de figuras mitológicas celtas posteriores, como o irlandês Nuada e o galês Nudd.
O filólogo e autor J. R. R. Tolkien foi convidado para investigar a inscrição em latim, e os estudiosos notaram várias influências prováveis em seus escritos de fantasia da Terra Média, incluindo o ferreiro élfico, criador dos Anéis de Poder, Celebrimbor, cujo nome, como o do epíteto de Nuada, Airgetlám, significa 'Mão de Prata'. Nodens também aparece nas obras de Arthur Machen, bem como nos Mitos de Cthulhu de H. P. Lovecraft.

## Nome e origem
O teônimo *Nodens ou *Nodons é reconstruído a partir do singular dativo atestado Nodenti ou Nodonti, que é derivado de um radical protocéltico *Nowdont-. É um cognato (irmão linguístico da mesma origem) do irlandês médio Nuadu e do galês médio Nudd (que se transformou em Lludd, aparentemente de uma assimilação aliterativa). Os genitivos irlandeses nodot e núada(i)t (talvez 'mão, pulso ou braço') também parecem estar relacionados. Sugere que Nōdonti era a forma original, mostrando o back vocalism do sufixo celta -ont-. O desenvolvimento de -ō- para -ū- nas línguas britônicas remonta ao final do século III d.C. Um nome antigo bretão Nodent (moderno Nuz) também pode ser adicionado aos cognatos, embora o vocalismo levante dificuldades fonológicas.
A origem do nome permanece obscura, o estudioso John Carey observou que "parece seguro dizer que nenhuma etimologia proposta até agora pode ser aceita com total confiança". O substantivo galês nudd significa 'névoa, neblina, névoa', e tanto Lludd quanto Nuadu estão ligados ao epíteto '[da] mão/braço de prata', o que poderia levar a uma conjectural raiz protocéltica *snowdo- ('névoa , neblina'), do protoindo-europeu *snewdh- ('névoa, nuvem'; cf. latim nūbēs 'nuvens'), talvez também atestado no irlandês snuad ('aparência, cor'). Entretanto, a mudança de som sn- > n- não parece ser atestada em outro lugar no gaulês (embora -sn- > -n- seja conhecido) e permanece difícil de justificar em proto-britânico (a mudança de som deveria ter ocorrido depois do inscrições). Os estudiosos também relacionaram os nomes celtas com o radical *néud- (cf. gótico niutan 'pegar, obter, adquirir' e nuta 'apanhador, pescador', lituano naudà 'propriedade'), associando *Nowdont- com a pesca (e possivelmente caça) motivos dos restos mortais de Lydney e com as armas de prata de Nuadu e Lludd. Entretanto, esta raiz permanece não atestada em outro lugar no celta, e possivelmente tem suas origens em uma língua pré-indo-europeia. Uma terceira alternativa é o radical proto-indo-europeu *neh2u- (cf. gótico nauþs 'necessidade, compulsão, angústia', antigo prussiano nautin 'necessidade'), que pode ser encontrado no protocelta *nāwito- ('necessidade'; cf. Irlandês Antigo neóit, Galês Médio neued), embora o linguista Ranko Matasović ache a relação "formalmente bastante difícil" de explicar.
O filho de Nudd, Gwyn (governante do Outro Mundo galês), cujo nome significa 'branco', é um cognato exato do nome irlandês Finn, que é descrito como o bisneto de Nuadu mac Achi (Finn mac Umaill) ou Nuadu Necht (Finn File). Embora a origem da associação permaneça difícil de explicar, Carey escreve que Nodons pode ser visto como "um deus de caráter multifacetado, mas consistente: um brilhante guerreiro real presidindo o caótico na natureza, a sociedade e o Outromundo (água, guerra, o demônios de Annwn)." Nesta visão, o irlandês médio núada, núadu ('herói, campeão, rei [poético]?') pode ser interpretado como o nome evemerizado da divindade celta, com uma mudança semântica comparável àquela conjecturada para o protogermânico *balþaz > *Balðraz ('branco, brilhante' > 'forte, bravo, ousado' > 'herói, príncipe'; cf. Antigo nórdico Baldr 'bravo, desafiador, senhor, príncipe' e inglês antigo Bældæg 'dia brilhante').
De acordo com Arthur Bernard Cook (1906), o topônimo "Lydney" deriva do inglês antigo *Lydan-eġ, "Ilha de Lludd", que poderia conectá-lo com Nodens. Entretanto, etimologias alternativas de Lydney são oferecidas em outras fontes. A. D. Mills sugere "ilha ou prado fluvial do marinheiro, ou de um homem chamado *Lida", citando as formas "Lideneg" de c. 853 e "Ledenei" do Domesday Book de 1086.

## Inscrições

### Complexo do Parque de Lydney

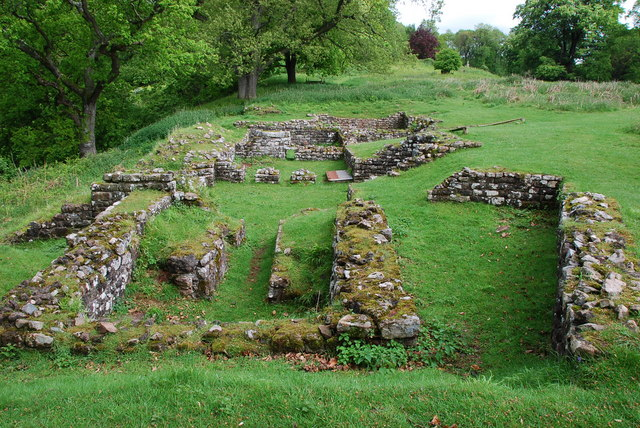
Casa de banho no complexo do templo do Parque de Lydney

O complexo do templo no Parque de Lydney, situado em um penhasco íngreme com vista para o estuário de Severn, é retangular, medindo 72 por 54 m (236 por 177 pés), com uma cela central medindo 29 por 49,5 m (31,7 por 54,1 jardas) e sua extremidade noroeste é dividida em três câmaras de 6,3 m de profundidade. Este imponente edifício do templo romano-celta foi interpretado como uma incubação ou dormitório para os peregrinos doentes dormirem e terem uma visão da presença divina em seus sonhos. O local pode ter sido escolhido porque oferecia uma visão clara do rio Severn perto do ponto em que começa o Severn Bore. A sua posição dentro de um castro anterior da Idade do Ferro também pode ser relevante.
O complexo do templo foi escavado pela primeira vez por Charles Bathurst em 1805, depois reescavado em 1928–1929 por Sir Mortimer Wheeler e Tessa Wheeler, que produziram um extenso relatório das descobertas no local. Embora nenhuma representação antropomórfica da divindade tenha sido descoberta, uma dúzia de figuras de cães foram encontradas no local, presumivelmente depositadas no santuário como oferendas de peregrinos devido ao simbolismo de cura associado aos cães. Como uma dessas estatuetas tem rosto humano, é possível que a própria divindade tenha sido percebida como tendo a forma de um animal. Um braço de bronze cuja mão exibe as unhas em forma de colher características de alguém que sofre de deficiência de ferro dá mais evidências dos atributos curativos de Nodens. As descobertas no local incluem relevos de bronze representando uma divindade do mar, pescadores e tritões, uma placa de bronze de uma mulher, cerca de 320 alfinetes, quase 300 braceletes, e mais de 8.000 moedas. Também estavam presentes os selos de oculistas usados para marcar bastões de pomada para os olhos, como os dos santuários de cura galo-romanos da antiguidade. A divindade foi ainda associada a imagens aquáticas e solares, semelhantes a outros santuários curativos da Gália romana.
Várias inscrições para Nodens foram encontradas, uma em uma placa de maldição de chumbo que dizia:
| Devo Nodenti Silvianus anilum perdedit demediam partem donavit Nodenti inter quibus nomen Seniciani nollis petmittas sanitatem donec perfera(t) usque templum [No]dentis Rediviva | Para o deus Nodens: Silviano perdeu seu anel e deu metade (seu valor) a Nodens. Entre aqueles que são chamados Seniciano não permitam saúde até que ele o traga para o templo de Nodens. (Esta maldição) entra em vigor novamente. |

Outras inscrições identificam Nodens, em várias grafias, com o deus romano Marte:
| D(eo) M(arti) Nodonti Flavius Blandinus armatura v(otum) s(olvit) l(ibens) m(erito)                                                       | Para o deus Marte Nodons, Flávio Blandino, instrutor de armas, alegre e merecidamente cumpriu seu voto.                                                     |
| Pectillus votum quod promissit deo Nudente M(arti) dedit                                                                                  | Pectilo deu ao deus Nudens Marte a oferenda que ele havia prometido.                                                                                        |
| D(eo) M(arti) N(odenti) T(itus) Flavius Senilis pr(aepositus) rel(igionis?) ex stipibus pos{s}uit o(pitu)lante Victorino interp(re)tiante | Para o deus Marte Nodens, Tito Flávio Senilio, superintendente do culto, tinha (este mosaico) colocado das oferendas com a ajuda de Victorino, o intérprete |

### Cockersand Moss
Uma estatueta de prata, descoberta em Cockersand Moss (Lancashire), em 1718 e agora perdida, tinha uma inscrição na sua base que dizia:
| D(eo) M(arti) N(odonti) Lucianus colleg(ae) Aprili Viatoris v(otum) s(olvit) | Para o deus Marte Nodons, Luciano cumpriu o voto de seu colega, Aprilio Viator. |

Outro lê:
| Deo Marti Nodonti Aurelius ...cinus sig(illum) | Para o deus Marte Nodons, Aurélio ...cinus (criou) esta estatueta. |

## Paralelos mitológicos
Nuada Airgetlám foi o primeiro rei dos Tuatha Dé Danann, que foi desqualificado da realeza depois de perder sua mão (ou braço) em batalha, mas restaurado depois que recebeu uma prata funcional do médico Dian Cecht e do escritor Creidhne (ganhando o epíteto Airgetlám, 'mão de prata'), e mais tarde uma de carne e osso do filho de Dian Cecht, Miach.
O lendário herói galês Nudd aparece nas Tríades como um dos três homens mais generosos do País de Gales, junto com seus dois primos, Rhydderch Hael e Mordaf Hael. Seus dois filhos são conhecidos como Edern ap Nudd e Gwyn ap Nudd. Nudd também pode ser chamado de Lludd, e parece estar ligado a outras figuras de mesmo nome, como o filho de Beli Mawr em Cyfranc Lludd a Llefelys.

## Legado

### Tolkien
J. R. R. Tolkien, convidado a investigar a inscrição latina no Parque de Lydney, rastreou Nodens ao herói irlandês Nuada Airgetlám, "Nuada da Mão de Prata". O estudioso de Tolkien, Tom Shippey, considerou isso uma "fundamental" influência na invenção de Tolkien da Terra Média, combinando um deus-herói, um anel, anões e uma mão de prata. Mathew Lyons observa a "aparência de Hobbit dos buracos dos poços da mina [Colina dos Anões]", e que Tolkien estava, de acordo com a curadora de Lydney, Sylvia Jones, extremamente interessado no folclore da colina em sua estada lá. Helen Armstrong comentou que o lugar pode ter inspirado "Celebrimbor e os reinos caídos de Moria e Eregion" de Tolkien. O nome do ferreiro élfico Celebrimbor de Eregion, que forjou os Anéis do Poder em O Silmarillion, significa "Mão de Prata" na língua élfica inventada por Tolkien de Sindarin. A Colina dos Anões com seus muitos poços de minas foi sugerida como uma influência na Montanha Solitária em O Hobbit e nas Minas de Moria em O Senhor dos Anéis.

### Lovecraft
Nodens aparece como uma divindade em Mitos de Cthulhu de H. P. Lovecraft. Sua aparência e ação foram baseadas em uma mistura de mitologia celta, mitologia romana e a aparição da divindade em O Grande Deus Pã, de Arthur Machen. Nodens apareceu pela primeira vez na novela de Lovecraft de 1926, The Dream-Quest of Unknown Kadath, onde ele é um deus "arcaico" servido pelos esquálidos da noite. Ele é descrito como um tanto benevolente e se opondo ao assustador Nyarlathotep. Nodens aparece novamente no conto de Lovecraft "The Strange High House in the Mist", também escrito em 1926. Quando o protagonista, Thomas Olney, entra na casa homônima, ele vê "Nodens primitivo, Senhor do Grande Abismo" cavalgando em uma grande concha carregada por golfinhos.

### Paolini
Em Eragon de Christopher Paolini, 'Argetlam' (lit: mão de prata) é outro nome para o gedwëy ignasia (lit: "palma brilhante" na fictícia 'Língua Antiga' feita por Paolini para a série. É adaptado da palavra irlandesa Airgetlam.